# Finding Beauty in Negative Spaces
| Оценки критиков | Оценки критиков |
| Источник        | Оценка          |
| --------------- | --------------- |
| Allmusic        | [ 1 ]           |
| Blogcritics     | [ 2 ]           |
| PopMatters      | [ 3 ]           |
| Rolling Stone   | [ 4 ]           |
| Ultimate Guitar | 8.2/10          |

Finding Beauty in Negative Spaces — четвёртый студийный альбом южноафриканской пост-гранж-группы Seether, выпущен в Швейцарии и ЮАР 19 октября 2007 года, а мировой релиз состоялся 23 октября 2007 года. Альбом дебютировал на девятом месте в хит-параде Billboard 200, за первую неделю в США было продано 56 900 копий альбома. Всего в США было продано более 500 000 копий, а альбом стал «золотым».
Три сингла, «Fake It», «Rise Above This» и «Breakdown», несмотря на негативные отзывы критиков, достигли верхних позиций в чартах Billboard, набрав 39 % положительных отзывов на Metacritic. В 2009 году альбом был переиздан, в него был включён четвёртый сингл, кавер-версию хита Джорджа Майкла «Careless Whisper». Это первый альбом Seether, который стал «золотым» на их родине, в ЮАР.

## Обложка
Дизайн обложки был разработан художником Дэвидом Хо, который работал над обложкой альбома Vicious Delicious группы Infected Mushroom. На обеих обложках изображён один образ: привидение Кэндис (англ. Candice the Ghost).
В правом нижнем углу обложки изображён китайский иероглиф 美, который можно перевести как «красота» или «Америка». Поверх иероглифа написано название альбома.

## Список композиций
| №                   | Название                             | Длительность |
| ------------------- | ------------------------------------ | ------------ |
| 1.                  | «Like Suicide»                       | 4:14         |
| 2.                  | «Fake It»                            | 3:13         |
| 3.                  | «Breakdown»                          | 3:29         |
| 4.                  | «FMLYHM»                             | 3:28         |
| 5.                  | «Fallen»                             | 4:18         |
| 6.                  | «Rise Above This»                    | 3:23         |
| 7.                  | «No Jesus Christ»                    | 7:05         |
| 8.                  | «Six Gun Quota»                      | 3:23         |
| 9.                  | «Walk Away from the Sun»             | 4:13         |
| 10.                 | «Eyes of the Devil»                  | 5:00         |
| 11.                 | «Don’t Believe»                      | 4:34         |
| 12.                 | «Waste»                              | 4:26         |
| 13.                 | «Careless Whisper»                   | 5:01         |
| 14.                 | «Careless Whisper» (струнная версия) | 4:26         |
| 15.                 | «Quirk» (iTunes pre-order)           | 3:46         |
| 16.                 | «Naked» (B-side)                     | 3:30         |
| 17.                 | «Left for Dead» (B-side)             | 4:00         |
| 18.                 | «Untitled» (B-side)                  | 3:50         |
| Общая длительность: | Общая длительность:                  | 46:10        |

## Участники записи
- Шон Морган — вокал, гитара
- Дэйл Стюарт — бас-гитара, бэк-вокал
- Джон Хамфри — ударные

## Позиции в чартах
| Чарт (2007)                 | Высшая позиция |
| --------------------------- | -------------- |
| Canadian Albums Chart       | 10             |
| French Albums Chart         | 154            |
| New Zealand Albums Chart    | 9              |
| Swiss Albums Chart          | 39             |
| UK Rock Albums              | 38             |
| US Billboard 200            | 9              |
| US Alternative Albums Chart | 4              |
| US Catalog Albums Chart     | 26             |
| US Digital Albums Chart     | 9              |
| US Hard Rock Albums Chart   | 4              |
| US Rock Albums Chart        | 5              |
| US Tastmakers Albums Chart  | 7              |

## Сертификации
| Регион                 | Сертификация | Продажи |
| ---------------------- | ------------ | ------- |
| Канада (Music Canada)  | «Золотой»    | 50 000  |
| Новая Зеландия (RIANZ) | «Золотой»    | 7500    |
| США (RIAA)             | «Золотой»    | 500 000 |